# Alegría (Inside Out)
Alegría (en inglés: Joy) es un personaje ficticio que aparece en la franquicia de Disney/Pixar Inside Out. Es una de las cinco (más tarde nueve) emociones dentro de la mente de Riley Andersen, siendo la encarnación literal de la alegría y la emoción principal en la cabeza de Riley. Lleva un vestido verde y tiene la piel de color amarillo brillante y el pelo azul. En la película de 2015, es la protagonista y su voz la pone Amy Poehler.
La popularidad de Alegría en Inside Out ha dado lugar a múltiples apariciones en medios afines. El personaje vuelve en Inside Out 2 (2024) como uno de los protagonistas y está previsto que regrese en el próximo spin-off de Disney+ Dreams Productions.

## Concepto y creación
En las primeras fases de desarrollo de Inside Out, Alegría iba a ser la principal fuente de tensión narrativa, ya que no dejaba crecer a Riley. Kevin Nolting dijo que cambiaron el arco argumental del personaje porque «la esencia del problema era que Alegría no era simpática, ponía a Riley en situaciones embarazosas; Riley estaba en la escuela media, pero Alegría la hacía actuar como una niña. Como espectador, Alegría no te resultaba simpática». Para la historia de la película, Alegría iba a ir emparejada con Miedo y no con Tristeza, pero esto se cambió porque los guionistas consideraron que Alegría y Tristeza eran más dinámicas de ver. Desde las primeras fases de la producción, el director Pete Docter estaba decidido a que fuera la protagonista de la película, razón por la cual es la única emoción con un nombre común. Al igual que las demás emociones, su color primario se eligió basándose en la teoría del color, en la que el amarillo se asocia con la felicidad. Docter ha dicho que Alegría fue el personaje más difícil de escribir en la película, debido a su actitud positiva potencialmente irritante para la gente, por lo que su contraste con Tristeza y el desarrollo de la misma se le dio un papel importante en la historia para evitar esto. La actriz que da voz a Alegría, Amy Poehler, añadió que Alegría y Tristeza se escribieron para que se complementaran. El casting de Poehler también se incorporó para garantizar que el personaje no molestara al público.
Según los diseñadores, Alegría llevaba los pies descalzos y un corte pixie para reforzar su naturaleza «alborotadora», así como un color de pelo azul para evitar comparaciones con Tinker Bell, el personaje de Peter Pan. El personaje se diseñó para que pudiera incorporar movimientos más grandes que los reales, sobre todo al correr. La forma del cuerpo del personaje también se basó en la de una estrella, hecha para enfatizar su enérgica personalidad.

## Personalidad
Como su nombre indica, Alegría es vivaz y tiene una actitud alegre, animada y optimista, sobre todo porque quiere lo mejor para Riley. Sin embargo, esto hace que actúe de forma un tanto egoísta con las otras emociones, en particular con Tristeza, ya que a Alegría le gusta controlar cómo se siente Riley. Aunque se considera una persona sociable, Alegría se frustra fácilmente con cualquiera que no comparta su visión del mundo. Es más feliz cuando está al mando y confía en que su manera de actuar es siempre la correcta.
A medida que avanza la película, Alegría aprende a aceptar a Tristeza como parte integrante de la mente de Riley. Amy Poehler declaró: «Alegría atraviesa su propio viaje en la película: Se da cuenta de que también tiene que estar triste. Y cuando estábamos trabajando juntas en el personaje, era como: ¿A qué nivel estamos al principio? ¿Podemos modularlo? ¿Y cómo cambia?».

## Apariciones

### Películas y televisión

#### Inside Out
Alegría apareció por primera vez en la película de Pixar de 2015 Inside Out. Es la primera emoción que nace en la cabeza de Riley antes de pasar a explicar que en la cabeza de Riley viven cinco emociones humanizadas que influyen en sus acciones. El mundo de Riley se pone patas arriba cuando su familia se traslada de Minnesota a San Francisco (California). La mudanza hace que las otras emociones actúen, pero Alegría es capaz de mantener el control de la sede, sin embargo, cuando ella y Tristeza se enzarzan en una pelea, acaban accidentalmente en la parte distante del cerebro y tienen que encontrar el camino de vuelta.
En un momento dado, Alegría y Bing Bong caen en el «Vertedero de recuerdos», donde los viejos recuerdos creados por Riley van a parar al olvido. Bing Bong se sacrifica para que Alegría pueda salir y llegar al cuartel general. Tras salir del Vertedero de Recuerdos, Alegría intenta encontrar a Tristeza. Entonces la ve volando sobre una nube y la persigue. Se da cuenta de que Tristeza está cerca del cuartel general, se lanza hacia ella y por fin llegan a casa. Los otros le dicen a Alegría que arregle el problema de Riley, pero Alegría le da ese trabajo a Tristeza en su lugar, porque la necesitan para ayudar a Riley. Tristeza elimina con éxito la idea de huir de la mente de Riley, y Riley comienza a regresar a casa. Alegría le da a Tristeza los recuerdos principales, y estos se convierten en recuerdos tristes. Tristeza hace que Riley recuerde todos estos recuerdos uno por uno, y toma el control del panel, y Riley finalmente revela sus verdaderos sentimientos a sus padres: odia San Francisco, echa de menos los buenos tiempos en Minnesota, y que estaba fingiendo ser feliz, y tenía miedo de hacerles enfadar porque siempre ha sido su «chica feliz». Los padres de Riley admiten que sienten lo mismo, y se crea un nuevo recuerdo central; es una mezcla de felicidad y tristeza.

#### Riley's First Date?
Alegría regresa en el cortometraje de seguimiento Riley's First Date?, siendo testigo de las interacciones de Riley con sus padres.

#### Inside Out 2
Alegría aparece en la secuela Inside Out 2, con Amy Poehler retomando su papel.

#### Dream Productions
Alegría aparecerá en el próximo spin-off de Inside Out titulado Dreams Productions para Disney+.

### Videojuegos

#### Disney Infinity 3.0
Alegría, junto con las demás emociones, se incluyó en Disney Infinity 3.0 como personaje jugable. El playset se puso a la venta por primera vez en agosto de 2015. La película recibió su propio juego con el set de juego, en el que Alegría y las otras emociones intentan evitar que Riley tenga pesadillas cuando un incidente hace que Riley cambie accidentalmente el canal de televisión de un programa de gatitos a un programa de monstruos del pantano que vio mientras se quedaba dormida. Alegría recibe una característica especial que le permite «deslizarse a través de grandes distancias con facilidad».

## Recepción
La alegre personalidad de Alegría fue muy popular, pero su trayectoria y desarrollo a lo largo de la película también recibieron muchos elogios, sobre todo su comprensión de que la tristeza es esencial. A.O. Scott alabó su caracterización diciendo «Alegría reina suprema. Incluso sin organigrama, se nota que es la jefa. Es un torbellino chispeante de energía positiva y microgestión amistosa».
El trabajo de voz de Amy Poehler en el papel de Alegría recibió elogios de la crítica. Bilge Ebiri de Vulture, dijo: «Cuanto más veo Inside Out, más me doy cuenta de que gran parte de la película recae sobre los hombros de Poehler. Y está increíble en ella». En una lista de 2018 de las mejores actuaciones de voz en Pixar, MsMojo clasificó el trabajo de voz de Poehler en el número 4. La actuación de Poehler fue descrita como «efervescente» por IGN en 2015.